# Vive siempre...
Vive Siempre... es el primer álbum en directo de la banda argentina de heavy metal O'Connor, publicado en 2003 por Fogón.

## Lista de canciones
| N.º | Título                                 | Escritor(es)                                        | Duración |  |
| 1.  | «Ciencia satánica»                     | Claudio O'Connor, Javier Dorado                     | 5:28     |  |
| 2.  | «Tus sermones»                         | Claudio O'Connor, Hernán García                     | 4:41     |  |
| 3.  | «Reza a la indiferencia»               | Claudio O'Connor, Javier Dorado                     | 4:25     |  |
| 4.  | «No quisiste entender»                 | Claudio O'Connor, Javier Dorado                     | 3:56     |  |
| 5.  | «Atrapado en la red»                   | Claudio O'Connor, Hernán García                     | 5:14     |  |
| 6.  | «Una pena en Godoy Cruz»               | Claudio O'Connor, Javier Dorado                     | 4:04     |  |
| 7.  | «Reflexión»                            | Claudio O'Connor, Hernán García                     | 4:14     |  |
| 8.  | «Supernaut» (Black Sabbath)            | Geezer Butler, Tony Iommi, Ozzy Osbourne, Bill Ward | 4:01     |  |
| 9.  | «Del camionero» (Hermética)            | Ricardo Iorio                                       | 4:28     |  |
| 10. | «Víctimas del vaciamiento» (Hermética) | Ricardo Iorio, Antonio Romano                       | 3:22     |  |
| 11. | «Memoria de siglos» (Hermética)        | Ricardo Iorio                                       | 5:51     |  |
| 12. | «Triste ansiedad»                      | Claudio O'Connor, Hernán García                     | 3:39     |  |
| 13. | «Eleanor Rigby» (The Beatles)          | John Lennon, Paul McCartney                         | 3:19     |  |
| 14. | «Caníbal»                              | Claudio O'Connor, Hernán García                     | 4:31     |  |
| 15. | «Se extraña araña»                     | Claudio O'Connor, Hernán García                     | 5:36     |  |
| 16. | «Reventar o morir»                     | Claudio O'Connor, Hernán García                     | 3:18     |  |

## Créditos
- Claudio O'Connor - Voz
- Alejandro Cota - Guitarra
- Hernán García - Bajo
- Pablo Naydón - Batería